# Табасаранское майсумство
Табасаранское майсумство — феодальное государственное образование, существовавшее на территории Дагестана. Его правитель носил арабский титул «майсум». Основную массу населения составляли табасараны, азербайджанцы и лезгины.
Упоминания о майсумстве появляются примерно со второй половины XV века: в «Завещании Андуника» говорится, что из 260 тысяч дагестанских войск 70 тысяч — это войска табасаранского майсумства. Майсум жил в укреплённом замке в Хучни.
Территория Табасарана граничила на севере с Хайдаком, на северо-западе с Гумиком, на юге с Аль Лакзом, на востоке с Баба-ул-Абвабом, и на юго-востоке с Ширваном. Табасаран не только граничил с ними, но и сыграл важную роль в политических событиях, связанных с историей Кавказа.
В середине XVII века между представителями майсумского рода началась междоусобица. Майсумам пришлось переселиться в Джараг. Воспользовавшись ослаблением власти майсума, табасаранский кадий подчинил себе северную часть майсумства и образовал там полунезависимое владение. Помимо майсумства и кадийства, на табасаранской территории существовал ещё Горный (или Вольный) Табасаран, в сёлах которого власть майсума и кадия признавали лишь номинально.
В 1806 году майсум, кадий и прочие табасаранские феодалы приняли российское подданство. В 1813 году Табасаран был окончательно присоединён к Российской империи.

## Майсумство в Средние Века

### Образование Майсумства
В результате Арабского вторжения в Дагестан, территория Табасарана стала частью Арабского халифата, а после его распада, частью Ширвана. В 917 году Табасараном стал править Мухаммад Майсум из арабской династии Мазьядидов. После этого правители Табасарана стали называться «майсумами». Главным врагом Майсумства был Дербентский эмират. В 944—956 годах там смог утвердиться брат Мухаммада — Ахмад. В 948 году Мухаммад становиться Ширваншахом и передает управление Табасараном в руки своему сыну Хайсаму. После, его сменяет его брат, Ахмад, а ему наследует его сын Хайсам II (981—1025).
В 1025 году Хайсам II умер в «поместье Мухаммада» (Хумайдийа?). В 1065 году Хурмуз, внук Йазида (через Манучихра), был похоронен в поместье Ирси (Эрси), с которым он, должно быть, был наследственно связан (вероятно, через мать). Что касается Дербента, то его отношения с Табасараном (защищенным от него горой), по-видимому, слагались менее благоприятно: в 915 году Абу-л-Наджм ибн Мухаммад неудачно воевал с народом Табасарана. Тот факт, что в 990 году эмир Маймун, будучи выгнан из Дербента, удалился в Табасаран, указывает на обособленность этих мест от Дербента (Этому не противоречат события 1054 года, когда эмиру Мансуру помог народ (добровольцы?) Табасарана).
К началу XII века Табасаранское майсумство распадается на 24 удела, во главе каждого стоял местный «сарханг» (военачальник).

### Раздробленность в Майсумстве
В 1239—1240 г.г. Монголо-Татары вторглись на территорию Дагестана, огнём и мечом они прошлись по Табасарану. Табасаран лишился самостоятельности и стал подчиняться Кайтагскому уцмийству. В 1395 году армия Тамерлана, вторгается на территорию Табасарана и побеждает тамошнего майсума. Но Табасаран, в отличие от других дагестанских государств, не приходит в упадок.
При татарах Табасаран лишился самостоятельности, но имел сильного правителя в лице майсума, старавшегося ликвидировать прежнюю раздробленность и расширить своё владение. Вначале майсум был союзником и вассалом кайтагских уцмиев, но после страшного разгрома Кайтага Тимуром в конце XIV века, Табасаран стал полностью независимым.
В XV веке, после трех веков политического упадка, неожиданно быстро усиливается Табасаран. По древнейшим преданиям, попавшим в свод «Тарих-Дагестан», там уже в XIV веке складывается собственная династия правителей-майсумов. Ликвидация феодальной раздробленности своеобразно отразилась в табасаранском предании. Оно гласит, что на месте небольшой крепости вблизи Хучни, построенной в начале XVIII века, прежде стояло другое укрепление — замок семи братьев. Отлично вооруженные и защищенные, они держали в своих руках всю округу, пока, наконец, жителям окрестных сел не удалось с ними справиться. Очевидно, речь идет о наследственных правителях одного из мелких уделов, на которые в XII веке, распался Табасаран. В XV веке табасаранские земли объединились в единое княжество, причем майсум мог выставить войско в несколько десятков тысяч воинов.
В «Завещании Андуника» говорится, что из 240 тысяч дагестанских войск, 70 тысяч — это войска табасаранского майсумства. Согласно хронике «Джахан-наме», в XV в. в Табасаране проживало 40 тыс. семейств.
В 1487—1488 г.г. на территорию Табасарана вторгается шейх Гайдар. В 1509 году вторжение осуществил уже его сын Исмаил. Повторное вторжение произошло в 1511 году. Табасаран ослабел и стал зависеть от Сефевидского государства.

## Майсумство в Новое Время

### Образование владения Кадия Табасаранского
В XVI в. майсумство Табасаранское было сравнительно крупным феодальным владением. Оно подчинило своей власти ряд пограничных азербайджанских и лезгинских селений. В этот период в майсумстве усиливаются центробежные силы, и Табасаран как бы переживает новый этап развития феодальных отношений.
В 1570-х г.г. вспыхивает междоусобица между представителями династии Майсумства: погибла значительная их часть, а уцелевшие, оставив Хучни, перенесли свою резиденцию в Джараг, где они стали более уязвимыми для удара с плоскости и из Дербента. В Хучни же к власти пришли Кадии Табасарана. В конце XVI века Табасаран переживает время боевых действий между Турцией и Ираном. К началу XVII века, на территории Кадиев Табасарана, здешние общинные союзы не признавали их власть. Если в XV веке Табасаран мог выставить 60 тысяч солдат, как это указано в «Завещании Андуника», то уже в XVII веке, согласно данным путешественника Эвлия Челеби, население Табасарана было около 10 тысяч человек.

### Восстание в Майсумстве
В записях образованного табасаранца Рамазана из села Куштиль (совр.Хивский район) сохранились сведения о широких выступлениях против феодальной верхушки. «Со стороны братьев его (Хусейн-хан) и сыновей было проявлено большое насилие, так что иссякло терпение жителей вилайата Табасаран по причине этих злодейств. Затем пришли они с притеснениями в Хасик и стали чинить насилие среди хасикинцев. Поэтому сразились хасикинцы с амирами и погибло двое мужчин из амиров. Затем хасикинцы обратились за помощью к своему верхнему войску, и оно пришло на помощь к своим близким…» — События эти случились в 1631 году. Во главе восставших стоял Шаван Акай из села Фардах. В результате восстания был убит майсум Хусейн-хан. Новым майсумом был назначен Герейхан, родственник майсумов. Как это часто бывало во время крестьянских восстаний, повстанцы надеялись, что при «хорошем владетеле» их жизнь будет лучше.

### Майсумство в XVIII—XIX веках

Табасаран на карте И. Г. Гербера, 1728 год

По данным научно-исторических работ Э. М. Магомедовой (посвященные одному из влиятельных в Дагестане и на Восточном Кавказе владений — Табасаранскому майсумству), Табасаран в XVIII—XIX веках переживает взаимоотношения с соседними дагестанскими владениями и ханствами Восточного Закавказья; борьба с иноземными завоевателями; русско-табасаранские связи и присоединение майсумства к России. Каждый из перечисленных вопросов исследован автором в той мере, в какой позволяют имеющиеся источники и литература. Но в целом они показывают, что Табасаранское майсумство, занимая стратегически выгодное географическое положение и находясь в окружении других политических структур, проводило в изучаемое время активную внешнюю политику, заключающуюся в основном в поддержании дружественных, добрососедских связей с ними.
Особое место отводится в работе взаимоотношениям Табасарана в целом и майсумства, в частности, с Россией, что имело для табасаран важное значение в политическом, экономическом и культурном плане. Автор прослеживает этапы взаимоотношений с Россией, которые в конечном итоге завершились присоединением к ней, принятием табасаранами российского подданства.

## Список правителей
Династия Мазьядидов
- Мухаммад Майсум (917—948), с 948 года Ширваншах
- Хайсам ибн Мухаммад (948—956)
- Ахмад I ибн Мухаммед (956—981)
- Хайсам ибн Ахмад (981—1025)
- Хурмуз ибн Манучихр ибн Йазид (—1065)[6]
- распад майсумства (начало XII века)
- Зихрар[17]
- Кадит (убит в междоусобице), сын предыдущего[17]
- АкМайсум-хан (1587—1626)[17]
- Хусейн-хан (1626—1631)[17]
- Герей-хан
- Мирза
- Майсум Алибег (кон. XVII—нач. XVIII в.в.)
- Мухаммад l
- Муртазали, сын предыдущего
- Майсумбек
- Али-кули, сын Саила сына Мирзы
- Мухаммад-хусейн сын Шейх-Алибека сына Мирзы
- Сохрабек сын Шейх-Алибека сына Мирзы
- Шамхалбек сын Шейх-Алибека сына Мирзы
- Кырхларккули, сын Мухаммад-хусейна
- Мухаммад ll (до 1813 года)

Династия Кадиев
- ? (конец XVI века)
- Рустам I
- Муртазали, сын предыдущего
- Рустам II (до 1810 года)
- Абдуллабек (1810), сын предыдущего
- Мухаммад (1810—1813), дядя предыдущего